# Charles W. Arnade
Charles Wolfgang Arnade (* 11. Mai 1927 in Görlitz; † 7. September 2008 in Leesburg, Virgina) war ein US-amerikanischer Historiker und Hispanist deutscher Herkunft.

## Leben
Geboren als Karl-Wolfgang Julius Kurt Arnade, kam er im Alter von 10 Jahren mit seinen vor den Nationalsozialisten geflohenen Eltern nach China und erlebte dort die Massaker von Nanking. Er kehrte 1938–39 nach Europa zurück, um danach nach Bolivien zu emigrieren. 1946 ging er in die Vereinigten Staaten, studierte an der University of Texas und der University of Michigan und promovierte 1955 an der University of Florida mit der Arbeit The Emergence of the Republic of Bolivia (Gainesville 1957, spanisch: La dramática insurgencia de Bolivia, La Paz 1964, 1972, 1993, 1996, 2004).
Von 1955 bis 1958 lehrte er an der University of Tampa und der Florida State University, dann von 1960 bis 2004 an der University of South Florida in Tampa, zuletzt  als Distinguished Professor und Emeritus im Rahmen der „University of South Florida's International Studies for the College of Arts and Sciences“. Arnade förderte die Auseinandersetzung sowohl mit der südamerikanischen Geschichte als auch mit dem Holocaust. 1987 erhielt er den „Teacher of the Year Award“ der University of South Florida, 2003 den „Lifetime Award“ der Florida Historical Society.

## Werke
- (mit Ralph Steele Boggs) Florida on Trial 1593–1602, Coral Gables 1959
- (mit Josef Kühnel) El problema del humanista Tadeo Haenke. Nuevas perspectivas en la investigación haenkeana, Sucre 1960
- Bolivian History, La Paz 1984
- Escenas y episodios de la historia. Estudios bolivianos 1953–1999, La Paz 2004
- Historiografía colonial y moderna de Bolivia, Cochabamba 2008